# Elisabetta Ricciuti
Elisabetta Ricciuti (ur. 12 marca 1998 w Katanii na Sycylii) – włoska pisarka i ilustratorka. Ukończyła studia na kierunku Sztuka, Muzyka i Teatr na Uniwersytecie w Mesynie oraz scenopisarstwa w Scuola Holden w Turynie.
Jej pierwsza powieść ukazała się w roku 2019 pod tytułem Sistema isolato: Mitch (pl. "System izolowany") i wydana przez wydawnictwo L'Erudita.
W roku 2025 nakładem wydawnictwa Carthago ukazała się jej druga powieść Drú na Dann: Il Marchio Proibito (pl. "Zakazany znak") jako pierwsza część planowanej trylogii inspirowanej mitologią europejską i polinezyjską.

## Twórczość
- Drú na Dann: Il Marchio Proibito, Carthago, Katania 2025, ISBN 979-1255130673

- La Poesia è Morta [w:] Habere Artem vol XX, część II, Aletti Editore, 2020

- Sistema isolato: Mitch, L'Erudita, 2019  ISBN 978-8867704842